# 센주마치촌
센주마치촌(千手町村)은 니가타현 나카우오누마군에 있던 촌이다.

## 역사
- 1889년 4월 1일 - 정촌제 시행에 의해 나카우오누마군 센주마치촌이 성립하였다.
- 1920년 11월 1일 - 나카우오누마군 나카노촌과 합병해 센주촌이 되어 소멸하였다.

## 참고문헌
- 『市町村名変遷辞典』東京堂出版、1990年。